# Gymnophthalmus pleii
Gymnophthalmus pleii — вид ящірок родини гімнофтальмових (Gymnophthalmidae). Мешкає на Карибах. Вид названий на честь французького ботаніка Огюста Плєє.

## Підвиди
Виділяють три підвиди:
- Gymnophthalmus pleii pleii Bocourt, 1881 — Мартиніка;
- Gymnophthalmus pleii luetkeni Bocourt, 1881 — Сент-Люсія;
- Gymnophthalmus pleii nesydrion Thomas, 1965 — острови Марія[fr] (Сент-Люсія).

## Поширення і екологія
Gymnophthalmus leucomystax мешкають на островах Мартиніка, Сент-Люсія, Гваделупа і Домініка в групі Малих Антильських островів. Вони живуть в сухих чагарникових заростях і лісах, на піщаних дюнах та на плантаціях, серед опалого листя.

## Збереження
МСОП класифікує стан збереження цього виду як близький до загрозливого. Gymnophthalmus pleii загрожує конкуренція з боку інтродукованих Gymnophthalmus underwoodi, а також знищення природного середовища.